# Збинек Газенбурзький
Збинек Газенбурзький (*Zbyněk Zajíc von Hasenburg, 1376 — †28 вересня 1411) — церковний діяч королівства Богемія, архієпископ Празький у 1403–1411 роках.

## Життєпис
Народився у 1376 році. Походив з аристократичної родини Газенбургів. Здобув гарну освіту в Празькому університеті. Почав свою службу в почті короля Вацлава IV. Незабаром обирає для себе церковну кар'єру. У 1390 році призначається пробством містечка Мельника, а того ж року стає каноніком Праги. У 1402 році Вацлав IV зробив Збинека архієпископом, остаточно його звання було підтверджено у 1403 році. Вслід за цим увійшов до королівської ради. У 1404 році очолив королівське посольство до Баварії.
По поверненню він втрутився у конфлікту з приводу діяльності Яна Гуса. Спочатку архієпископ підтримував останнього. До того Збинек Газенбурзький доручив Гусу доводити до відома церковної влади про будь-які зловживання в церковному керуванні. Також архієпископ створив комісію для дослідження дива спливаючих кров'ю обладок у Віленацьку. Було підтверджено про підробку дива. У 1405 та 1407 роках архієпископ Збинек запрошував Яна Гуса виступати з промовами стосовно церковну реформу під час проведення місцевих синодів. Водночас, як канцлер Празького університету, Збинек скликав збори, які засудили вчення Джона Вікліфа. Це викликало конфлікт з Яном Гусом.
У 1408 році почався конфлікт з королем Вацлавом IV щодо учасників Великої схизми. Під тиском короля архієпископ вимушений був у 1409 році підтримати антипапу Олександра V. Навзаєм домігся ухвалення закону, згідно з яким проповідувати можна було лише у парафіяльних церквах. При цьому Збинек Газенбурзький оскаржив обрання Яна Гуса ректором Празького університету, але марно. 16 Липень 1410 року у єпископському дворі Збинек наказав спалити 200 манускриптів з творами вікліфа. Але Празький університет засудив ці дії. У відповідь архієпископ відлучив від церкви Яна Гуса та його прибічників, а у 1411 році наклав інтердикт на Прагу. Відчуваючи незахищеність, вирушив до Угорщини — до короля Сигізмунда Люксембурга. Планувати отримати допомогу від цього короля у боротьбі зі своїми ворогами. Але по дорозі помер 28 вересня 1411 року.